# Hymn wszechsłowiański
Hymn Wszechsłowiański – pieśń Hej, Słowianie (pierwotnie zatytułowana Hej, Słowacy), ułożona w 1834 roku do melodii wzorowanej na Mazurku Dąbrowskiego przez słowackiego poetę i działacza narodowego Samuela Tomášika.
W okresie poprzedzającym Wiosnę Ludów pieśń była szeroko rozpowszechniona wśród narodów słowiańskich. W 1848 roku, na Zjeździe Wszechsłowiańskim w Pradze, przyjęto ją jako oficjalny hymn wszechsłowiański. W latach 1939–1945 była hymnem państwowym Słowacji. Po 1945 roku została przyjęta przez Socjalistyczną Federacyjną Republikę Jugosławii jako hymn państwowy. W 1992 stała się hymnem Federalnej Republiki Jugosławii, następnie w latach 2003–2006 była hymnem Serbii i Czarnogóry.
W 1984 roku pieśń została nagrana przez jugosłowiański zespół Bijelo dugme na płycie Bijelo dugme, a w  2006 przez słoweński zespół Laibach i umieszczona na płycie Volk. 

## Hej, Słowianiejako hymn państwowy
Pieśń Hej, Słowianie była hymnem państwowym w następujących krajach:
- Słowacja (1939–1945);
- Jugosławia (1945–1992);
- Jugosławia (1992–2003);
- Serbia i Czarnogóra (2003–2006).

## Słowa hymnu

### Język polski
| wersja pierwsza:Hej, Słowianie, jeszcze naszaSłowian mowa żyje,póki nasze wierne serceza nasz naród bije.Żyje, żyje duch słowiański,i żyć będzie wiecznie,Gromy, piekło – złości waszejujdziem my bezpiecznie!Mowę naszą ukochaną,Bóg nam zwierzył w darze.Wydrzeć nam ją – nikt na świecietego nie dokaże.Ilu ludzi, tylu wrogów,możem mieć na świecie,Bóg jest z nami, kto nam wrogiem,tego Bóg nasz zmiecie!I niechaj się ponad namigroźna burza wzniesie,skała pęka, dąb się łamie,ziemia niech się trzęsie.My stoimy stale, pewnie,jako mury grodu.Czarna ziemio, pochłoń tego,kto zdrajcą narodu![1] | wersja druga:Hej, Słowianie, jeszcze naszaSłowian mowa żyje,póki nasze wierne serceza nasz naród bije.Żyje, żyje duch słowiański,i żyć będzie wiecznie,Gromy, piekło – złości waszejujdziem my bezpiecznie!Dar języka zwierzył nam Bóg,Bóg nasz gromowładny.Nie śmie nam go tedy wyrwaćNa świecie człek żadny.Ilu ludzi, tylu wrogów,Możem mieć na świecie,Bóg jest z nami, kto nam wrogiem,Tego Piorun zmiecie!I niechaj się ponad namigroźna burza wzniesie,skała pęka, dąb się łamie,ziemia niech się trzęsie.My stoimy stale, pewnie,jako mury grodu.Czarna ziemio, pochłoń tego,kto zdrajcą narodu![2] |

### Język bułgarski
| Хей, славяни, ще живеенаш'та реч звънлива!Ще живее, докогатоима хора живи.Ще живее и пребъдеи духът славянски,който разгромява твърдоордите тирански.Тази реч е наша славаи победно знаме.Който нея изостави,той ни е душманин.Нека стръвно ни нападамракът с тъмни орди,с нас е слънчевата правдаи затуй сме горди!Нека страшна буря виенад главите наши.Нека гърмове ни бият,няма да се плашим!Ние бдим на вечна стражакато планинитеи готови сме да смажемвсеки похитител! | transkrypcja:Chej, sławjani, szte żiweenaszta recz zwynliwa!Szte żiwee, dokogatoima chora żiwi.Szte żiwee i prebydei duchyt sławjanski,kojto razgromjawa twyrdo,ordite tiranski.Tazi recz e nasza sławai pobedno zname.Kojto neja izostawi,toj ni e duszmanin.Neka strywno ni napadamrakyt s tymni ordi.s nas e słynczewata prawdai zatuj sme gordi!Neka straszna burja wienad gławite naszi.neka gyrmowe ni bijatnjama da se płaszim!Nie bdim na weczna strażakato płaninite.i gotowi sme da smażemwseki pochititeł! |

### Język czeski
| Hej Slované, ještě našeslovanská řeč žije,pokud naše věrné srdcepro náš národ bije.Žije, žije duch slovanský,bude žít na věky.Hrom a peklo, marné vaše,proti nám jsou vzteky.Jazyka dar svěřil nám Bůh,Bůh náš hromovládný.Nesmí nám ho tedy vyrvatna tom světě žádný.I nechať je tolik lidí,kolik čertů v světě.Bůh je s námi, kdo proti nám,toho Perun smete.I nechať se též nad námi,hrozná bouře vznese.Skála puká, dub se láme.Země ať se třese!My stojíme stále pevně,jako stěny hradné.Černá zem pohltí toho,kdo odstoupí zrádně ... |

### Język macedoński
| Еј, Словени, жив е туказборот свет на родотштом за народ срце чукапреку син во внукот!Жив е вечно, жив е духотсловенски во слога.Не нè плашат адски бездниниту громов оган!Пустошејќи, нека бураи над нас се втурне!Пука даб и карпа сура,тлото ќе се урне:Стоиме на стамен-прагот– клисури и бедем!Проклет да е тој што предалРодина на врагот! | transliteracja:Eǰ, Sloveni, živ e tukazborot svet na rodotštom za narod srce čukapreku sin vo vnukot!Živ e večno, živ e duhotslovenski vo sloga.Ne né plašat adski bezdninitu gromov ogan!Pustošeǰḱi, neka burai nad nas se vturne!Puka dab i karpa sura,tloto ḱe se urne:Stoime na stamen-pragot– klisuri i bedem!Proklet da e toǰ što predalRodina na vragot! |

### Język rosyjski
| Гей, славяне, наше словоПесней звонкой льётсяИ не смолкнет, пока сердцеЗа народ свой бьётся.Наше слово дал нам БогНа то Его воля!Кто заставит нашу песнюСмолкнуть в чистом поле?Дух Славянский жив на векиВ нас он не угаснет,Беснованье силы вражьейПротив нас напрасно.Против нас хоть весь мир, что намВосставай задорно.С нами Бог наш, кто не с нами —Тот умрёт позорно. | transkrypcja:Giej, Sławianie, nasze słowoPiesniej zwonkoj ljotsiaI nie smołkniet, poka sierdceZa narod swoj bjotsia.Nasze słowo dał nam BogNa to Jego wola!Kto zastawit naszu piesniuSmołknuť w czistom pole?Duch Sławianskij żiw na wiekiW nas on nie ugasniet,Biesnowanje siły wrażjejProtiw nas naprasno.Protiw nas choť wieś mir, czto namWosstawaj zadorno.S nami Bog nasz, kto nie s nami –Tot umriot pozorno. |

### Język rusiński
| Гий Славляне, ищи жиєдух нашых дідôв !Кой за нарôд сирцё биєйих вірных сынôв !Живи, живи дух Славлянськыйживи лем вікамы !Нам нестрашны бездны адськыпрокляты бісамы !Нич ся трафит кой над намыся буря рознесе,Стіна пукне, дуб ся зломитзимля ся розтресеСтойиме сьме, постояныгикой йсі скалины !Проклят буде, уддаватильсвоєй утцюзнины ! | transkrypcja:Hij Slavljane, yszczy żyjeduch naszych didôv!Koj za narôd syrcjo byjejich wirnych synôv!Żywy, żywy duch Slawjanskyjżywy lem wikamy!Nam nestraszny bezdny adskyprokljaty bisamy!Nycz sja trafyt koj had namysja burja rozneseStina pukne, dub sja zlomytzymlja sja rozstreseStojyme s'me, postojanyhikoj jci skalyny!Prokljat bude, uddawatyl'swojej utcjuznyny! |

### Język serbsko-chorwacki
| Хеј, Словени, још сте живиДух наших дедова,Док за народ срце бијеЊихових синова .Живи, живи, дух словенскиЖивеће веков'ма.Залуд прети понор пакла,Залуд ватра грома!Нек' се сада и над намаБуром све разнесе,Стена пуца, дуб се лама,Земља нек' се тресе.Ми стојимо постојаноКано клисурине.Проклет био издајицаСвоје домовине! | transkrypcja:Hej Slaveni, još ste živiRiječ (duh) naših djedovaDok za narod srce bijeNjihovih sinovaŽivi, živi duh slavenskiŽivjet će vjekov'maZalud prijeti ponor paklaZalud vatra gromaNek se sada i nad namaBurom sve razneseStijena puca, dub se lamaZemlja nek se treseMi stojimo postojanoKano klisurineProklet bio izdajicaSvoje domovine! |

### Język chorwacki(hymn używany przezpartyzantów)
| Oj Slaveni, zemlja tutnji s Volge do Triglava; istim glasom huče Visla,Jadran, Timok, Sava. Živi, živi duh slavenski, živjet ćeš vjekovma; zalud ponor prijeti pakla, zalud vatra groma!Gromko kliče drug nam Staljin iz ruskih nizina, odzivlje se drug mu Tito s bosanskih planina: Mi stojimo postojano kano klisurine,proklet bio izdajica svoje domovine! Za slobodu na braniku uvijek ćemo biti,naše zemlje neće nikad dušman pokoriti. Makar na nas navalile cijelog svijeta čete, mi smo složni, tko prot nama, s njime hajd pod pete![3] |

### Język słowacki
| Hej, Slováci, ešte naša slovenská reč žije, Dokiaľ naše verné srdce za náš národ bije. Žije, žije, duch slovenský, bude žiť na veky, Hrom a peklo, márne vaše proti nám sú vzteky! Jazyka dar sveril nám Boh, Boh náš hromovládny, Nesmie nám ho teda vyrvať na tom svete žiadny; I nechže je koľko ľudí, toľko čertov v svete; Boh je s nami: kto proti nám, toho parom zmetie. I nechže sa aj nad nami hrozná búra vznesie, Skala puká, dub sa láme a zem nech sa trasie; My stojíme stále pevne, ako múry hradné Čierna zem pohltí toho, kto odstúpi zradne! |

### Język słoweński
| Hej Slovani, naša reč slovanska živo klije dokler naše verno srce za naš narod bije Živi, živi, duh slovanski, bodi živ na veke, grom in peklo, prazne vaše proti nam so steke Naj tedaj nad nami strašna burja se le znese, skala poka, dob se lomi, zemlja naj se strese Bratje, mi stojimo trdno kakor zidi grada, črna zemlja naj pogreznetega, kdor odpada! |

### Język ukraiński
| Гей, слов’яни, наше словоПіснею лунаєІ не стихне, поки серцеЗа народ страждаєНаше слово дав Господь намНа те Його воляХто примусить нашу піснюЗмовкнути у полі?Дух слов’янський живе вічноВ нас він не погаснеЗлої сили біснуванняПроти нас завчаснеПроти нас хоч світ повстанеАле нам те марноЗ нами Бог, а хто не з нами-Згине той безславно. | transkrypcja:Hej, słowjany, nasze słowoPisneju łunajeI ne stychne, poky serceZa narod strażdajeNasze słowo daw Hospod' namNa te Joho wolaChto prymusyt' naszu pisniuZmowknuty u poli?Duch słowjanśkyj żywe vicznoW nas win ne pohasneZłoji syły bisnuwanniaProty nas zawczasneProty nas chocz swit powstaneAłe nam te marnoZ namy Boh, a chto ne z namy –Zhyne toj bezsławno. |